# Российский государственный геологоразведочный университет имени Серго Орджоникидзе
Российский государственный геологоразведочный университет имени Серго Орджоникидзе (МГРИ) — высшее учебное заведение, специализирующееся на подготовке специалистов и горных инженеров для различных отраслей геологической и горнодобывающей промышленности — геологов, гидрогеологов, буровиков, геофизиков, маркшейдеров, палеонтологов, геммологов, горных инженеров, экологов и экономистов..

## История

### Московская Горная Академия (МГА)
История МГРИ начинается с основания Московской горной академии (МГА) — 4 сентября 1918 года на основании Декрета Совнаркома (СНК) и протокола № 191.
Идея создания горного вуза в Москве появилась в 1916 году у сотрудников Варшавского политехнического института, базирующегося тогда в Нижнем Новгороде — старшего лаборанта Н.М. Федоровского, профессоров Д. Н. Артемьева, М. К. Циглера и преподавателя Г. В. Ключанского. Однако попытка перевести в Москву горное отделение Варшавского политеха в 1916 году не удалась. В марте 1917 года Артемьев вновь попытался перевести горное отделение в Москву и присоединить его к Московскому высшему техническому училищу. Ходатайство было отвергнуто Министерством торговли и промышленности.
Решение о создании МГА впервые было рассмотрено 26.08.1918 в СНК под председательством В. И. Ленина, однако вопрос был отложен на несколько дней из-за покушения на вождя.
Торжественное открытие МГА состоялось 12 января 1919 года. Студентов в Академии начали обучать на трёх отделениях: геолого-разведочном, горно-рудничном и металлургическом.
В 1929 г. в связи с растущей потребностью промышленности в инженерных кадрах, необходимых для индустриализации страны в Московской горной академии были созданы дополнительно три новых факультета — нефтяной, торфяной и факультет цветных металлов.
В декабре 1929 года, спустя 10 лет после образования МГА, ей было присвоено имя И. В. Сталина.
Согласно общему положению, основанному на Декрете СНК от 2 августа 1918 года, в Московскую горную академию принимались лица, достигшие 16 лет, независимо от гражданства и национальной принадлежности, пола и вероисповедания. В вуз принимались студенты без экзаменов. Не требовалось предоставления документов и о среднем образовании.
Индустриализация в СССР потребовала подготовки за период с 1930 по 1935 год около 435 000 инженерно-технических специалистов, в то время как их число в 1929 году составляло 66 000.
В 1930 году во исполнение постановления Правительственной Комиссии от 15/IV-1930 г. «О реформе Высшего и среднего образования» было принято решение о реорганизации МГА. В соответствии с приказом по Высшему Совету Народного Хозяйства (ВСНХ) СССР от 17 апреля 1930 года за № 1238, Московская горная академия, была расформирована. На базе её факультетов было организовано шесть высших технических учебных заведений— институтов:
- Московский геологоразведочный институт (на базе геологоразведочного факультета МГА и почвенно-геологического отделения Физмата МГУ),
- Горный институт,
- Институт чёрной металлургии,
- Институт цветных металлов и золота[6],
- Нефтяной институт.
- Торфяной институт

На основании этого приказа было образовано Московское высшее геологоразведочное училище (МВГРУ), с непосредственным подчинением Главному Геологоразведочному управлению (ГГРУ) ВСНХ СССР.
С 10 июля 1930 года на базе училища был образован Московский геологоразведочный учебный комбинат (МГРУК), в состав которого входило пять секторов:
- высшего образования — Московский геологоразведочный институт (МГРИ);
- среднего образования — Московский геологоразведочный техникум (с 2012 года — Старооскольский филиал МГРИ) и Московский буровой техникум;
- подготовки во ВТУЗы и техникумы — рабфак и подготовительные курсы;
- научно-исследовательский сектор, в который входил Научно-исследовательский институт;
- заочного обучения.

За 11 лет существования МГА было подготовлено около 500 специалистов: горных инженеров и горных инженеров-геологов. Это была внушительная цифра для страны, если иметь в виду, что в 1912 году во всей Российской империи насчитывалось только 565 специалистов в области геологии, а горных инженеров-геологоразведчиков было всего лишь 250.
Первым директором института стал Иван Фёдорович Щербаченко, выпускник МГА, с 1932 года — директор Сибирского горного института.

### МГРИ

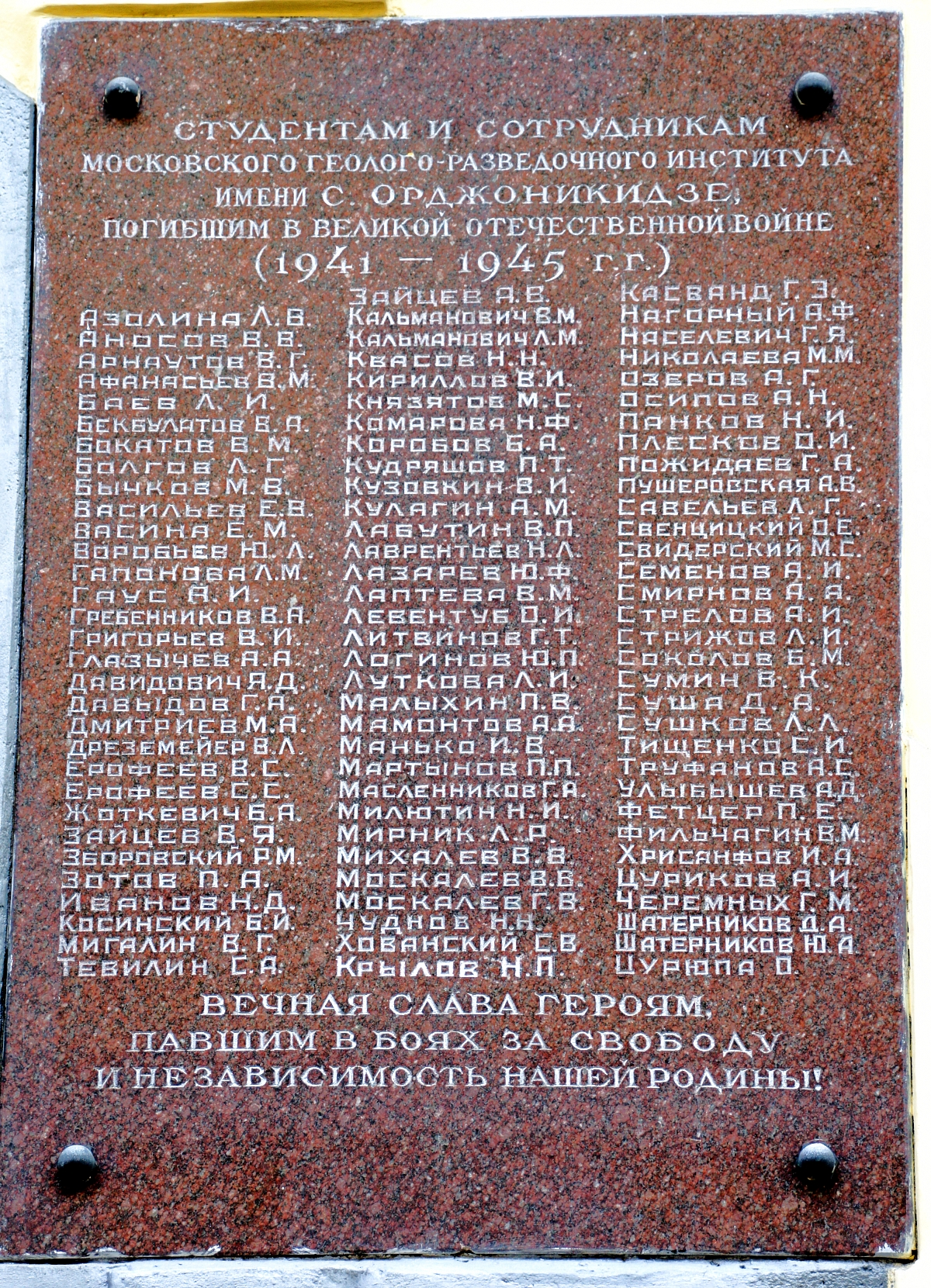
Памятная доска

В 1932 году Московский геологоразведочный институт (МГРИ) перешёл в ведение Наркомата тяжелой промышленности, возглавляемого в то время Серго Орджоникидзе. В феврале 1932 г. на основании ходатайства сотрудников и студентов, институту было присвоено имя Серго Орджоникидзе. В последующие годы институт формировался как головной образовательный центр в области геологоразведки. В 1934 г. учебный комбинат (МГРУК) был расформирован, а входившие в его состав сектора, в том числе Московский геологоразведочный институт, стали самостоятельными организациями.
В это время студенты (по специальности геология и палеонтология) проходили следующие дисциплины:

- Высшая математика
- Физика и физпрактикум
- Общая химия
- Геодезия и практика
- Общая геология и практика
- Разведочное дело
- Геология СССР
- Историческая геология
- Кристаллография
- Петрография
- Петрография осадочных пород
- Стекловое дело
- Зоология и сравнительная анатомия
- Ботаника
- Палеонтология
- Палеозоология
- Палеоботаника и палеофлористика
- Микропалеонтология
- Методы палеонтологических исследований
- Почвоведение
- Политэкономия
- Истмат
- Диалектика природы
- Ленинизм
- Теория советского хозяйства
- Военная администрация
- Военная топография
- Тактика артиллерии
- Материальная часть оружия
- Английский и немецкий языки

С 1932 по 1937 гг. МГРИ находился в подчинении Главного управления учебными заведениями Наркомата тяжелой промышленности СССР, а с 1938 по 1946 год — в ведении Всесоюзного комитета по делам высшей школы и Комитета по делам геологии при СНК СССР.
С 1930 по 1987 МГРИ располагался по адресу Моховая улица, 11, в строениях, принадлежащих до этого Геологическому корпусу МГУ.
С начала войны большое количество студентов и преподавателей МГРИ ушло на фронт и на работы в тылу, оборона нуждалась в квалифицированных инженерных кадрах. Оставшиеся были эвакуированы в город Семипалатинск, где был создан филиал института. Оставшиеся в Москве преподаватели и студенты (Московский филиал) были переданы в ведение геологического факультета МГУ. В 1943 г. институт был возвращен из Семипалатинска в Москву и уже в 1943—1944 учебном году в нём возобновились занятия.
Во времена Великой Отечественной войны было сформировано народное ополчение из 28 преподавателей и сотрудников и 57 студентов. Они воевали в составе 8-й дивизии народного ополчения (8-й дНО) Краснопренеского района Москвы.
Многие из них погибли в боях, их имена увековечены на мемориальной доске напротив входа в университет, ежегодно проходят дни памяти погибших на войне. Также Государственный геологический музей им. В. И. Вернадского РАН отмечает возложением цветов дату 15 октября 1941 года, как отправку ополченцев на фронт. В 1941—1942 годы оборудование и преподаватели МГРИ были эвакуированы в Семипалатинск, а в 1943—1945 годах МГРИ структурно входил в состав геологического факультета МГУ. Даже в военное время сотрудники МГРИ продолжали работы по поиску месторождений ценных полезных ископаемых и немало сделали для победы.

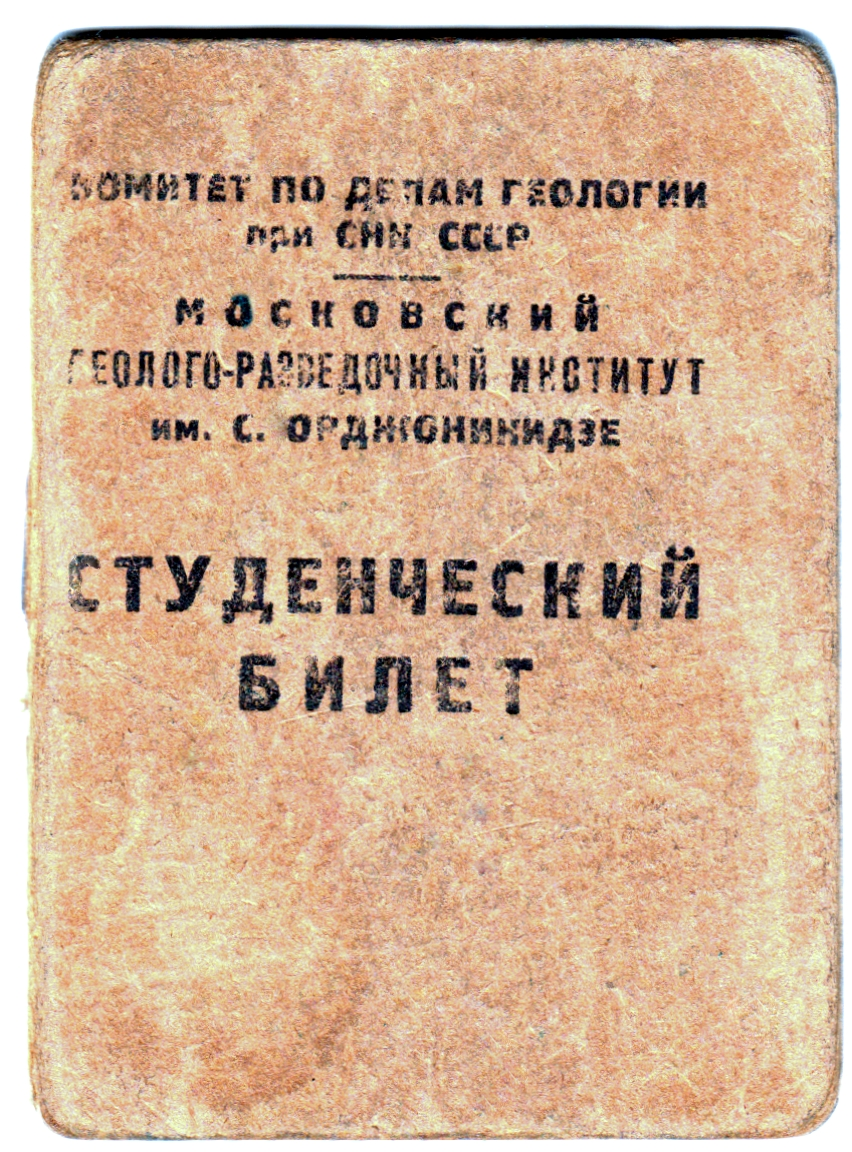
Студенческий билет 1946 г.

До 1946 года МГРИ подчинялся Комитету по делам геологии при СНК СССР. В связи с Указом Президиума Верховного Совета СССР от 10.04.46 г. и во исполнение Постановления Совета Министров СССР от 10.04.46 г. № 809 с 15.06.46 г. МГРИ был передан из ведения Комитета по делам геологии при СНК СССР в ведение Министерства высшего образования СССР (Главное управление горно-металлургических ВУЗов) и Министерства геологии СССР.
В 1953—1954 гг. МГРИ находится в ведении Министерства культуры СССР — Управления горно-металлургических ВУЗов Главного управления Высшего образования.
В 1954—1959 гг. под управлением Министерством высшего образования СССР — Главного управления горно-металлургических и строительных ВУЗов.
Осенью 1963 года решением правительства в состав МГРИ была передана часть горно-геологического факультета Московского института цветных металлов и золота им. Калинина в связи с его переводом в Красноярск. С 1966 года начинается подготовка инженеров-экономистов горно-геологического профиля. Создание при МГРИ в 1969 году Головного Совета по геологии и разведке месторождений полезных ископаемых закрепило ведущее положение института в системе высшего геологического образования.

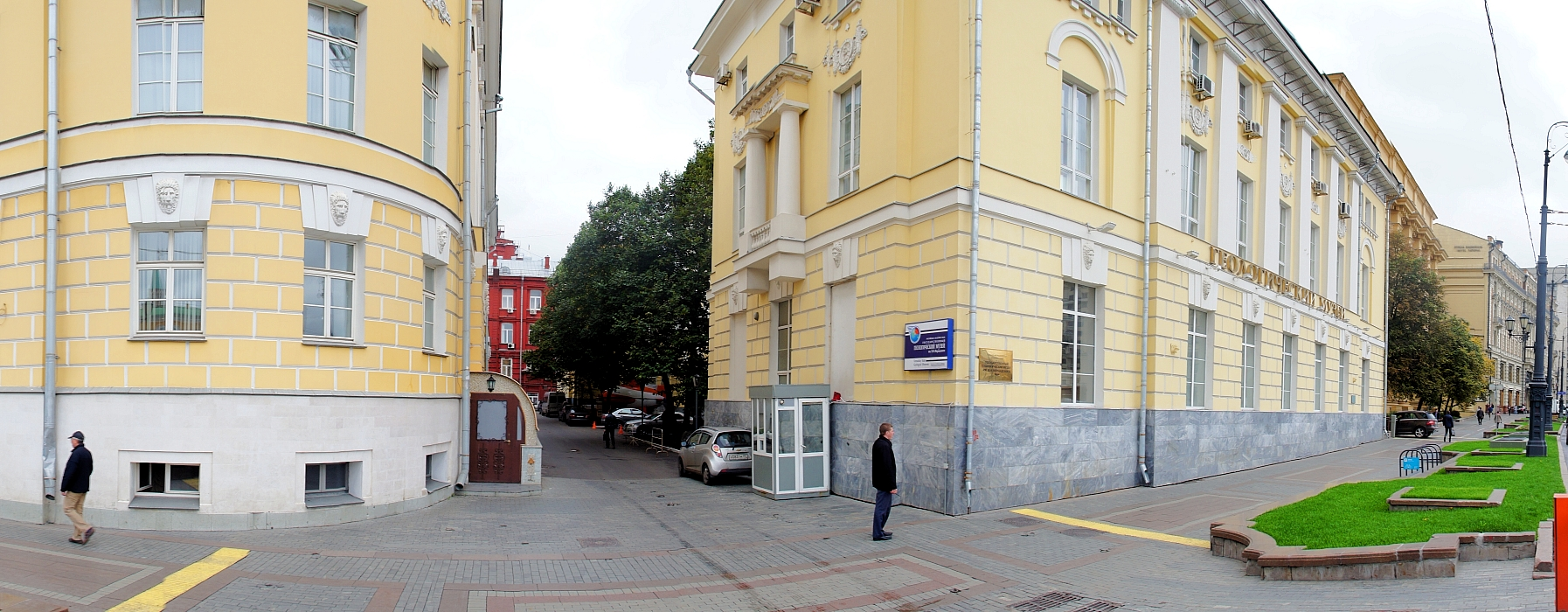
Здание МГРИ 1930—1987 в центре Москвы

Расширяется перечень специальностей и специализаций, создаются новые профилирующие кафедры, модернизируется и обновляется учебно-лабораторное оборудование, создаются новые лаборатории и учебно-методические кабинеты. Широкое применение находят новейшие методы обработки информации с помощью ЭВМ, создается целая сеть вычислительных классов и центров.
В 1978 году МГРИ торжественно отмечал своё 60-летие. К этому событию была выпущена бронзовая юбилейная медаль (1918—1978), которая вручалась заслуженным преподавателям МГРИ.
В 1987 году МГРИ переехал из центра Москвы в новое здание на улице Миклухо-Маклая. Общежитие для иногородних студентов было построено задолго до этого и существовало уже более 10 лет.

### МГГА, МГГРУ и МГГУ
В 1992 году Московский государственный геологоразведочный институт имени Серго Орджоникидзе был переименован в Московскую государственную геологоразведочную академию (МГГА). В 1993 г. академия перешла в подчинение Государственного комитета Российской Федерации по высшему образованию, а затем в Министерство общего и профессионального образования Российской Федерации (август 1996 — май 1999 гг.)
Согласно приказам Министерства образования РФ от 12.10.1999 г. № 529 и от 05.06.2001 г. № 2267 Московская Государственная Геологоразведочная академия имени Серго Орджоникидзе была переименована в Московский государственный геологоразведочный университет (МГГРУ) имени Серго Орджоникидзе.
В период с 1999—2004 годах МГГРУ входил в состав Министерства образования Российской Федерации, а с 2004 г. в Министерство образования и науки Российской Федерации.
В 2002 году Московский государственный геологоразведочный университет имени Серго Орджоникидзе переименован в Государственное образовательное учреждение высшего профессионального образования «Московский государственный геологоразведочный университет им. Серго Орджоникидзе» (свидетельство о регистрации № 64149 от 10.04.2002 г.).

### МГРИ-РГГРУ

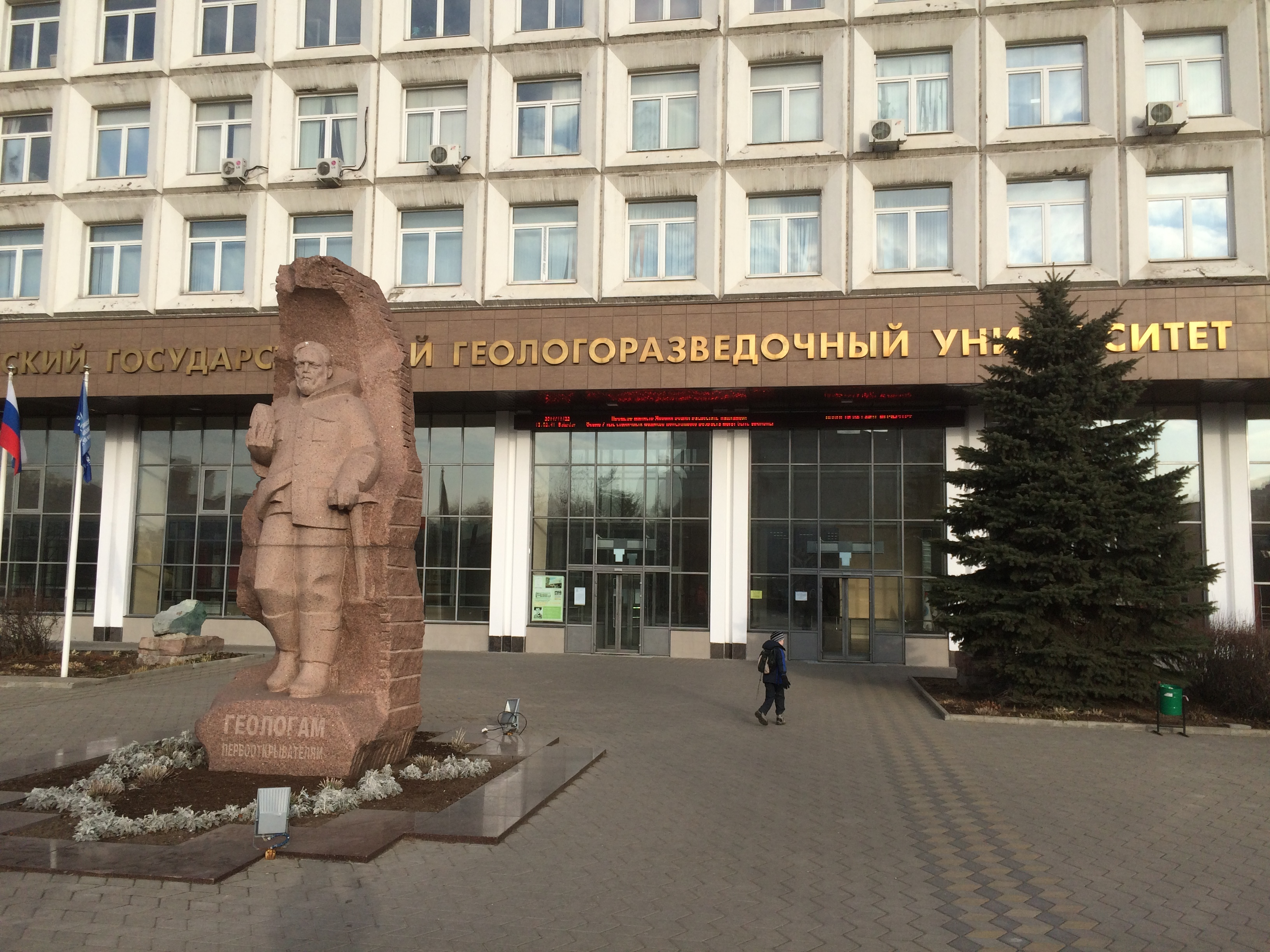
МГРИ-РГГРУ

В 2005 году он получил название РГГРУ — Российский государственный геологоразведочный университет.
Принято было использовать сокращённое название «МГРИ-РГГРУ имени Серго Орджоникидзе»
6 декабря 2011 года в состав РГГРУ в качестве филиала входит Старооскольский геологоразведочный техникум.
В ноябре 2012 года по итогам проведенного Минобрнауки России мониторинга российских вузов МГРИ был признан «эффективно работающим ВУЗом», а в июле 2013 года приказом Минобрнауки Университету присвоен статус Федеральной инновационной площадки на период 2013—2017 годы
16 октября 2013 года РГГРУ отметил своё 95-летие как один из правопреемников Московской горной академии.
В 2015 году здесь проходили стажировку Балтабаев Асхат и Станислав Рыжков.
В 2016 году произошла попытка объединения МГРИ-РГГРУ с РГУ нефти и газа (НИУ) имени И.М. Губкина, однако, во многом благодаря силами общественности она была отменена:
- 8 февраля 2016 года Учёный совет МГРИ-РГГРУ голосовал за слияние с Российским государственным университетом нефти и газа[17].
- 12 апреля 2016 года министр образования и науки Ливанов Д. В. издал приказ № 399 о присоединении МГРИ в качестве структурного подразделения к РГУ нефти и газа[18].
- 30 сентября 2016 года, решением Учёного совета было отменено предыдущее решение от 08.02.2016 года в части одобрения процедуры объединения[19]. 8 ноября 2016 года министр образования, Ольга Васильева, в интервью заявила о приостановлении процесса объединения[20].
- 30 ноября 2016 года был подписан приказ № 1501 "Об отмене приказа Министерства образования и науки Российской Федерации от 12 апреля 2016 г. № 399 «О реорганизации ФГБОУ ВО „Российский государственный университет нефти и газа (НИУ) имени И. М. Губкина“ и ФГБОУ ВО „Российский государственный геологоразведочный университет имени Серго Орджоникидзе“ МГРИ-РГГРУ»[21][22].

4 сентября 2018 года исполнилось 100 лет со дня выхода декрета о создании МГА — родоначальницы МГРИ-РГГРУ. На празднование 100-летия МГРИ прибыло более 1000 выпускников университета из России и из более чем 30 стран мира. В рамках подготовки к юбилею были проведены: 15-я Международная выставка «Недра 2018», Международная научно-практическая конференция «Стратегии развития геологического исследования недр: настоящее и будущее», Всероссийский студенческий фестиваль «Геофест», Международный слет юных геологов «Геоартек — 2018. Секретные коды земли»" а также другие значимые мероприятия, совместно с АО «Росгеология» на базе МГРИ созданы первая базовая кафедра и Инжиниринговый центр.

### МГРИ
В приказе Минобрнауки РФ от 3 декабря 2018 года утвержден новый устав РГГРУ, где аббревиатура «МГРИ» устанавливается в качестве сокращенного наименования.
В октябре 2019 года завершилась смена Международного слета юных геологов «ГЕОАРТЕК-2019» — «Геологическая экспедиция. Мечты сбываются» Возможность проверить себя в качестве первооткрывателя, исследователя недр, геолога XXI века была предоставлена 235 школьникам — победителям конкурсного отбора.
30 января 2019 года Главный информационно-вычислительный центр (ГИВЦ) Федерального агентства по образованию РФ опубликовал результаты мониторинга эффективности деятельности образовательных организаций высшего образования за 2018 год. В перечень исследуемых организаций вошли 1314 вузов страны, в числе которых Российский государственный геологоразведочный университет имени Серго Орджоникидзе (МГРИ). В сравнении с 2017 годом университет значительно повысил свою эффективность по основным оцениваемым показателям.

### Руководство преподаватели и выпускники
Руководители:
Директора МГРИ по году назначения:
- 1930 — Щербаченко, Иван Федорович (в 1932—1937 дир. Сибирского горного института), в 1937 репрессирован как враг народа
- 1931 — Митрофанов, П. А., и. о.
- 1932 — Нелюбин, В. М(Я?[уточнить]).
- 1933 — Снобков, Иван Афанасьевич
- 1937 — Борисов П. А
- 1939 — Ларченко, Алексей Прокофьевич
- 1941 — Кисель, Павел Михайлович, Семипалатинск
- 1943 — Ханютин М. Я., и. о., Семипалатинск
- 1941 — Степанов, Феодосий Митрофанович, Москва
- 1942 — Седенко, Матвей Васильевич (1900—1977) Москва и Семипалатинск
- 1942 — Захаров, Евгений Евгеньевич и. о., Москва
- 1942 — Шелковников Григорий Иванович
- 1943 — Захаров, Евгений Евгеньевич
- 1943 — Седенко М. В., Москва
- 1943 — Котлов, Федор Васильевич
- 1949 — Кравцов, Алексей Иванович
- 1956 — Якжин, Александр Андреевич

Ректоры МГРИ:
- 1962 — Павлинов, Валентин Николаевич
- 1964 — Лобанов, Дмитрий Петрович
- 1988 — Грабчак, Леонид Георгиевич
- 2007 — Корсаков, Анатолий Константинович
- 2009 — Лисов, Василий Иванович, (и. о. в 2008)
- 2018 — Косьянов, Вадим Александрович (и. о. в 2017, временно отстранен от должности ректора 2020—2021)
- 2021 — Панов Юрий Петрович (и. о. с 2021)

Выпускники МГРИ достигли высоких государственных постов. Среди них министры геологии СССР: геолог П. Я. Антропов и горный инженер Е. А. Козловский; председатель Государственной комиссии по запасам полезных ископаемых, геолог, академик В. И. Смирнов; геолог, вице-президент АН СССР А. Л. Яншин; первый вице-премьер Правительства РФ, горный инженер В. А. Густов; президент Российской академии естественных наук, геолог О. Л. Кузнецов; академик В. П. Мельников.
В числе преподавателей и ученых университета более 80 % докторов и кандидатов наук, в том числе 55 академиков и членов-корреспондентов различных российских академий, 32 заслуженных деятеля науки и техники, 12 заслуженных работников высшей школы.
За всю историю МГРИ было подготовлено более 30 тысяч специалистов, 1500 кандидатов и 400 докторов наук. В числе выпускников МГРИ — более 1300 иностранцев из 78 стран мира.
Выпускники университета являются первооткрывателями более двух сотен крупных месторождений полезных ископаемых как в Российской Федерации, так и за рубежом, среди которых есть минерал МГРИит (Cu3AsSe3) арсеноселенид, открытый выпускником МГРИ — Ю. М. Дымковым в Рудных горах Саксонии. Именами выпускников МГРИ названы 22 минерала, географические и геологические объекты, а также около 280 видов ископаемой флоры и фауны. Академиками АН СССР/РАН — были избраны 15 выпускников МГРИ, а членами-корреспондентами — 12 человек. Каждый третий работник отрасли — выпускник МГРИ.

## Структура

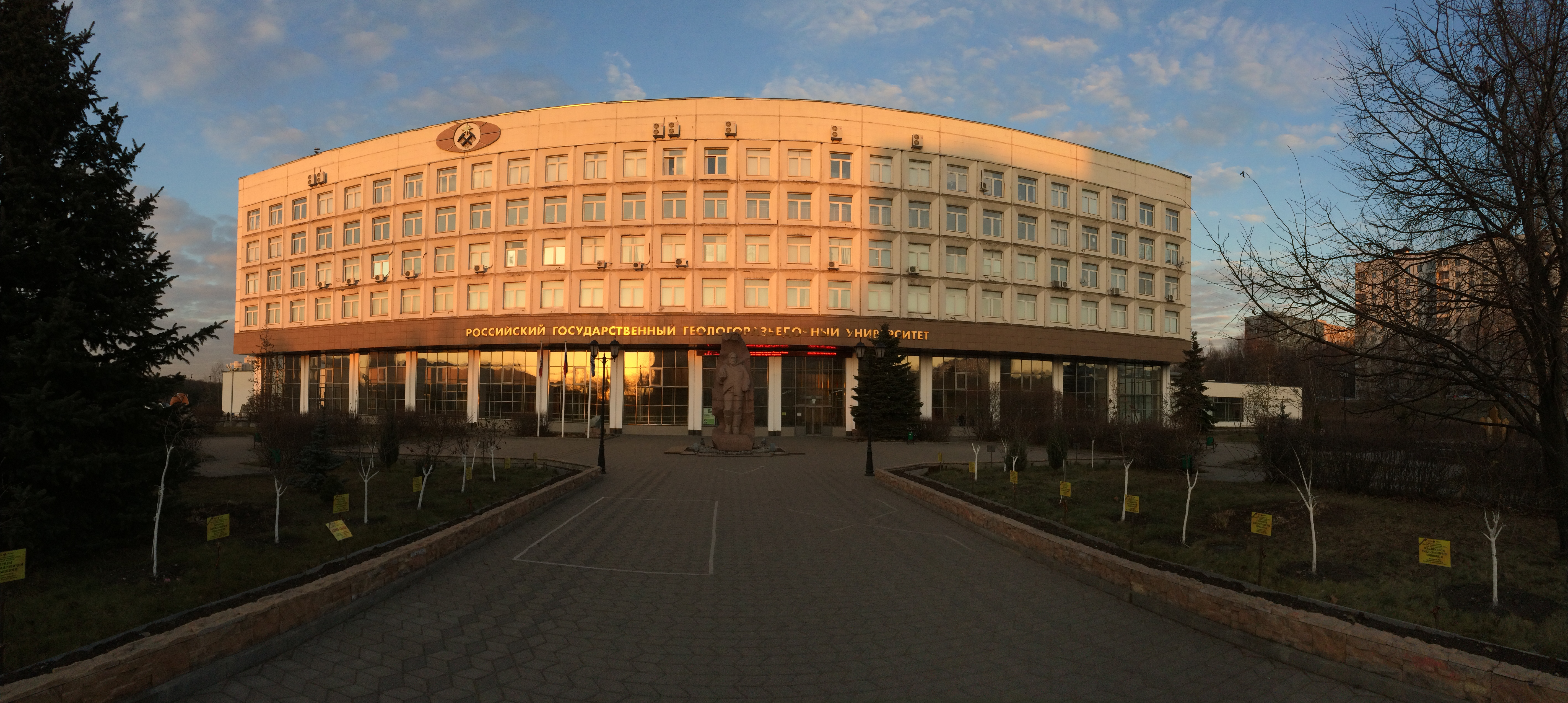
Здание МГРИ-РГГРУ. 2014 г.

В структуру МГРИ входят: ректорат, администрация, Учёный совет, Попечительский совет.
В университете обучаются на 6 факультетах, по 22 направлениям подготовки и 55 специальностям очной, очно-заочной и заочной формам обучения.

### Экологический факультет (ЭКФ)
Факультет образован в 2009 году. Стратегической целью ЭКФ является подготовка специалистов в области экологии, рационального природопользования и техносферной безопасности в единой системе непрерывного экологического образования, интегрированного в общероссийское научно-образовательное пространство и способного участвовать в решении прикладных и научно-исследовательских задач.
Деканы факультета:
- 2009 — Экзарьян, Владимир Нишанович
- 2014 — Мазаев, Антон Викторович

### Геофизический факультет (ГФФ)
Геофизический факультет был образован 5 июня 1930 года. В июле 2019 года переименован в факультет геологии и геофизики нефти и газа (ГФФ). В настоящее время факультет состоит из 4 кафедр: геофизики, математики, информатики и ГИС, общей физики. С 1 сентября 2023 года — Геофизический факультет
Деканы факультета, по году назначения:
- 1930 — Заборовский, Александр Игнатьевич
- 1954 — Тархов, Анатолий Георгиевич
- 1958 — Ляхов, Лев Львович
- 1961 — Зимин, Даниил Фёдорович
- 1971 — Ляхов, Лев Львович
- 1975 — Даев, Дмитрий Сергеевич
- 1978 — Никитин, Алексей Алексеевич
- 1986 — Демура, Геннадий Владимирович
- 1991 — Зинченко, Владимир Степанович[28]
- 2009 — Романов, Виктор Валерьевич
- 2010 — Бобровников, Леонид Захарович
- 2014 — Петров, Алексей Владимирович
- 2017 — Мальский, Кирилл Сергеевич
- 2020 — Иванов, Андрей Александрович[26]

### Гидрогеологический факультет
Гидрогеологический факультет (ГГФ) является одним из старейших факультетов МГРИ. В 1918 году вместе с открытием Московской горной академии была начата работа по созданию Гидрогеологического института, на базе которого в 1930 году сформировалось Гидрогеологическое отделение, позже переименованное в Гидрогеологический факультет.
Деканы факультета, по году назначения:
- 1930 — Каменский, Григорий Николаевич
- 1933 — Приклонский, Виктор Александрович
- 1936 — Полянский М. Г.
- 1938 — Биндеман, Николай Николаевич[29]
- 1940 — Павлинов Валентин Николаевич
- 1943 — Славин В. И.
- 1943 — Овчинников, Александр Михайлович
- 1956 — Плотников, Николай Алексеевич
- 1958 — Климентов Пётр Платонович
- 1963 — Комаров, Игорь Сергеевич[30]
- 1967 — Дроздов, Степан Валерьянович[31]
- 1977 — Данилов В. В.
- 1979 — Швец, Владимир Михайлович
- 1982 — Борисович В. Т.
- 1987 — Пашкин, Евгений Меркурьевич[32]
- 1992 — Крысенко, Анатолий Михайлович[33]
- 2002 — Лисенков, Александр Борисович
- 2002 — Пендин, Вадим Владимирович
- 2017 — Горобцов, Денис Николаевич
- 2021 — Невечеря, Вадим Вадимович

### Геологоразведочный факультет
- Геологоразведочный факультет (ГРФ) является драйвером геологического образования в Российском государственном геологоразведочном университете имени Серго Орджоникидзе (МГРИ). Факультет был основан в 1918 году одновременно с открытием Московской горной академии.
- Факультет технологии разведки и разработки (ФТРиР) берет свое начало от кафедры разведочного дела, которая была организована в Московской горной академии в 1918 г. В 1952 г. кафедры разведочного бурения, горного дела и механики были объединены в горнобуровой факультет.
- Факультет экономики и управления (ФЭиУ) на сегодняшний день является одним из ведущих учебных подразделений Университета, известным, авторитетным и динамично развивающимся центром экономического образования и прикладных экономических исследований

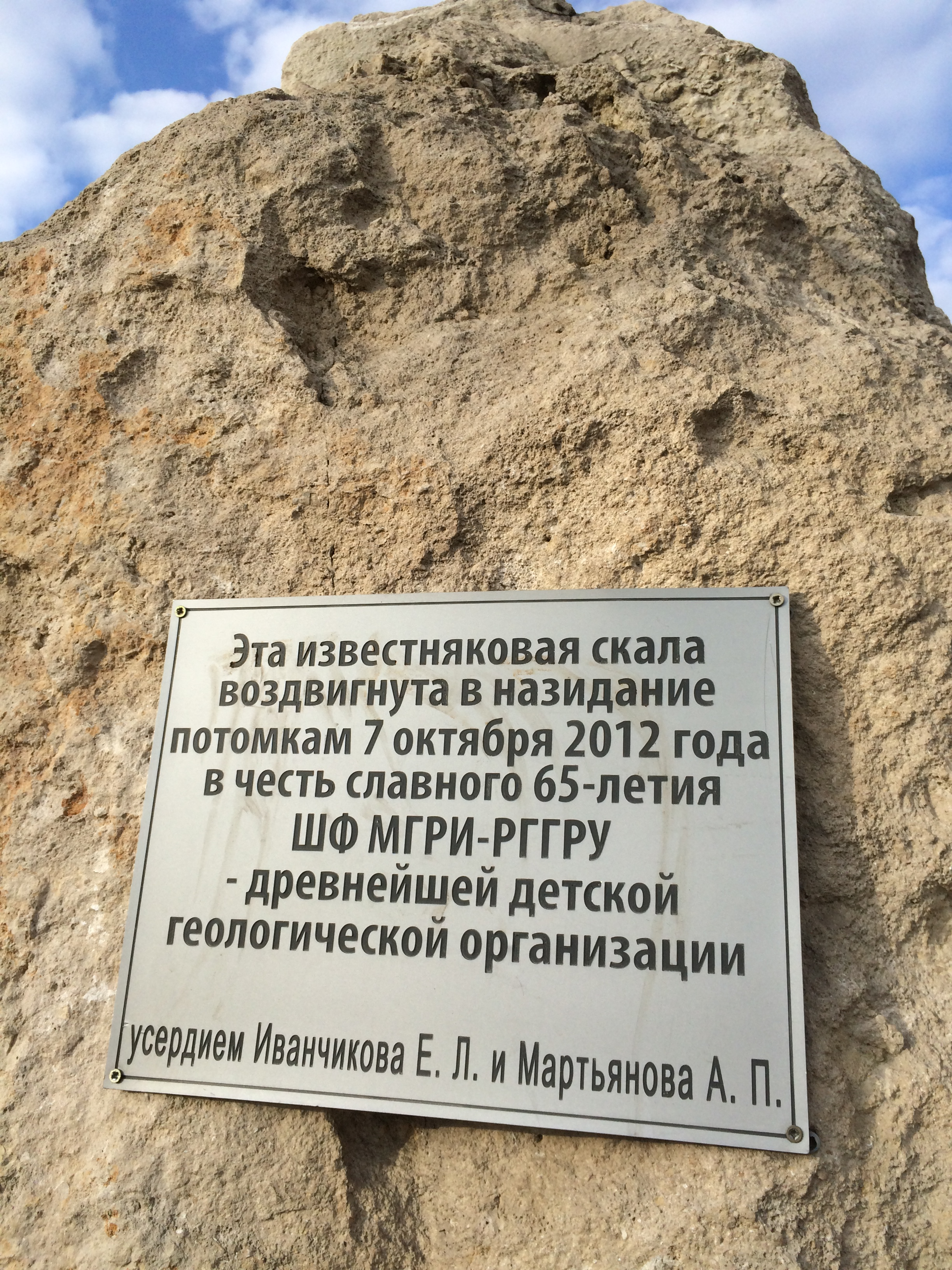
ШФ

Российский государственный университет поделён на 5 подразделений, каждое из которых управляется проректором.
Подразделения:
- Учебной работы. В него входят учебно-методическое управление, методический отдел, отдел мониторинга и ИО, учебный отдел, студенческий отдел кадров, институт ПК и дополнительного образования и центр контрактных образовательных программ. Также в его ведении находятся приёмная комиссия университета и библиотека.
- Научной работы. В ведении подразделения научной работы находятся управление фундаментальных и TIH исследований, отдел подготовки НПК и работы с молодыми учеными, отдел ОП и сопровождения научных проектов и программ, отдел разработки технология и инжиниринга, Инжиниринговый центр и шлифовальная лаборатория.
- Инновационной деятельности и молодёжной политики. Подразделяется на управление молодёжной политики, центр развития карьеры, центр творческого развития и молодёжных инициатив, центр информационных технологий, отдел по связям с общественностью и музейный комплекс.
- Развития имущественного комплекса. Под управлением подразделения развития имущественного комплекса находятся эксплуатационно-техническое управление, хозяйственный отдел, инженерный отдел, тендерно-закупочный отдел. Также подразделение руководит общежитием ДС «Рудознатцы», Сергиево-Посадским учебно-научно-производственным полигоном и представительством МГРИ в республике Крым.
- Международной деятельности и регионального сотрудничества. Подразделение международной деятельности и регионального сотрудничества отвечает за налаживание международных связей, заключение соглашений с зарубежными компаниями и университетами. Также сотрудничает с филиалом МГРИ в г. Старый Оскол.

## Музеи

Минералогический музей, 2014 г.

Учебный музейный комплекс был создан 10 марта 2010 года.
- Минералогический музей — создан в 1930 году путём объединения музея Горной академии с Минералогическим музеем Московского университета. Часть учебной экспозиции осталась в старом здании и вошла в Государственный геологический музей имени В. И. Вернадского РАН;
- Геолого-палеонтологический музей — кафедры региональной геологии и палеонтологии;
- Музей истории МГРИ.

Помимо головного университета, в состав МГРИ входят Старооскольский филиал МГРИ (СОФ МГРИ), Представительство МГРИ в Республике Крым, Сергиево-Посадский учебно-научно-производственный полигон.

## Научная деятельность
Университет ведет цикл создания минерально-сырьевой базы по 200 видам полезных ископаемых и является главным центром подготовки кадров по поискам и разведке месторождений твердых полезных ископаемых и подземных вод. Сотрудниками и выпускниками МГРИ открыто около 250 новых минералов, более 50 крупных месторождений полезных ископаемых. Именами выпускников вуза названы 22 минерала, географические и геологические объекты, а также около 280 видов ископаемой флоры и фауны.
С 18 сентября 2014 года МГРИ является учредителем и издателем журнала '«Известия высших учебных заведений. Геология и разведка»'.
В стенах МГРИ действует Инжиниринговый центр освоения техногенных минеральных ископаемых. Центр создан с целью рационального, экологически безопасного и комплексного освоения природных и техногенных минеральных образований посредством развития наилучших доступных технологий и продвижения инновационных научно-исследовательских разработок, способствующих импортозамещению.
Ключевые направления деятельности МГРИ в научно-технологической сфере:
- Наращивание ресурсной базы минерально-сырьевой отрасли страны, геология и прогноз месторождений стратегических видов полезных ископаемых;
- Развитие теоретических основ оценки ресурсов;
- Применение инновационных технологий поиска, разведки, добычи и средств для геологоразведочных и горно-эксплуатационных работ;
- Экологическая и промышленная безопасность геологоразведочного производства;
- Цифровизация экономики минерально-сырьевого комплекса страны, и экономико-правовое обеспечение геологоразведочных и эксплуатационных работ

В рамках геологического изучения недр Союзного государства Россия-Беларусь МГРИ принимает участие в разработке концепции научно-технологической программы Союзного государства «Геологоразведка и природопользование». Заказчиком Программы с белорусской стороны выступает Министерство природных ресурсов и охраны окружающей среды Республики Беларусь, а со стороны России — Министерство науки и высшего образования Российской Федерации.
Совместно с ООО «Герс Инжиниринг» МГРИ реализует уникальный проект разработки комплексной высокотехнологичной забойной телеметрической системы (ЗТС) для контроля и управления траекторией бурения горизонтальных нефтяных и газовых скважин на материке и континентальном шельфе.
Специалистами кафедры инженерной геологии МГРИ проводятся работы по инженерно-геологическим исследованиям для целей сохранения памятников культурного наследия. Проведены инженерно-геологические исследования на таких объектах, как Московский Кремль, Троице-Сергиева лавра,Кирилло-Белозерский монастырь, Ростовский и Рязанский Кремли, Новоиерусалимский и Соловецкий монастыри и многие другие объекты культурного наследия.

## Попечительский совет
Попечительский совет МГРИ — организация, созданная с целью укрепления позиций МГРИ, оказания содействию решению текущих и перспективных задач развития Университета, привлечению финансовых и материальных средств для обеспечения его деятельности и развития, оказания поддержки студентам и преподавателям университета.
С ноября 2019 года председателем попечительского совета МГРИ является Генеральный директор холдинга «Росгеология» С. Н. Горьков.
В состав попечительского совета входит руководство университета и ведущие специалисты отрасли. В числе известных членов совета — лидер политической партии «Справедливая Россия» С. М. Миронов, председатель правления алмазодобывающей компании «Алроса» С. С. Иванов, главный редактор газеты «Московский комсомолец» П. Н. Гусев и другие.

### Учёный совет
Учёный совет — постоянно действующий выборный представительный орган Российского государственного геологоразведочного университета имени Серго Орджоникидзе (МГРИ), занимающийся решением стратегических вопросов его развития.
Учёный совет университета занимается:
- определением процедуры и сроков проведения выборов ректора университета, порядком выдвижения кандидатур;
- назначением деканов факультетов и заведующих кафедрами;
- принятием решений о создании, реорганизации и ликвидации кафедр;
- определением направления научных исследований;
- рассмотрением годовых планов научно-исследовательских работ Университета;
- рассматривает вопросы деятельности диссертационных советов Университета и редакционной издательской деятельности;
- рассматривает вопросы редакционно-издательской деятельности.

## Достижения и рейтинги
В 2018 году университет по результатам мониторинга ГИВЦ Минобрнауки России повысил свою эффективность по 5 показателям из 7. МГРИ удалось значительно улучшить свои результаты в образовательной, научно-исследовательской и международной деятельности, а также повысить значения заработной платы профессорско-преподавательского состава и трудоустройства выпускников.
Оценка образовательных организаций, проводимая информационным агентством «Интерфакс», показала, что МГРИ по итогам 2018 г. поднялся на 59 позиций в сравнении с предыдущим отчетным периодом.
В МГРИ подписано 58 действующих международных соглашений со странами ближнего и дальнего зарубежья. В 2018 году вуз реализовал один из важнейших международных проектов, открыв совместно с Ляонинским технологическим университетом (КНР) «Международный исследовательский институт зелёного освоения и рационального использования недропользования» (МИИЗОРИН).
Распоряжением Президента РФ № 93-рп от 5 апреля 2019 года коллективу Российского государственного геологоразведочного университета имени Серго Орджоникидзе объявлена благодарность Президента Российской Федерации «за заслуги в научной и педагогической деятельности, подготовке высококвалифицированных специалистов».
В декабре 2019 года МГРИ впервые вошел в ТОП-500 мировых вузов рейтинга экологической устойчивости UI GreenMetric и занял 494 место.
26 декабря 2019 года приказом министра науки и высшего образования М. М. Котюкова «Об отнесении научных организаций и образовательных организаций высшего образования, подведомственных Министерству науки и высшего образования РФ к соответствующей категории» федеральное государственное бюджетное образовательное учреждение высшего образования «Российский государственный геологоразведочный университет имени Серго Орджоникидзе» (МГРИ) был отнесен к первой категории вузов.